# Oddział Grobów Wojennych C. i K. Komendantury Wojskowej w Krakowie

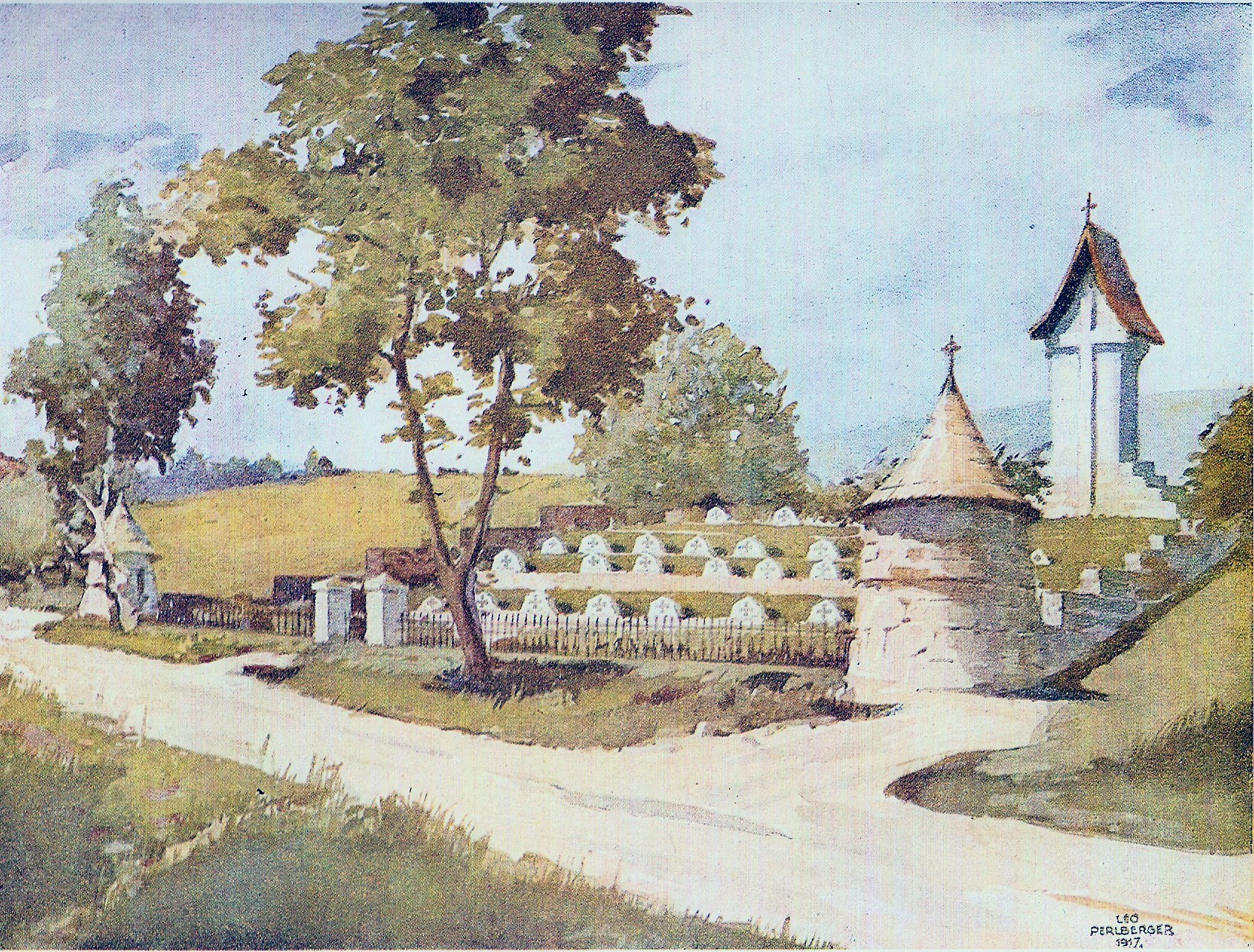
Akwarela Leo Perlbergera (1890–1935) jednego z malarzy zatrudnionych w Oddziale Grobów Wojennych przedstawiająca cmentarz wojenny nr 138 w Bogoniowicach w 1917 r.

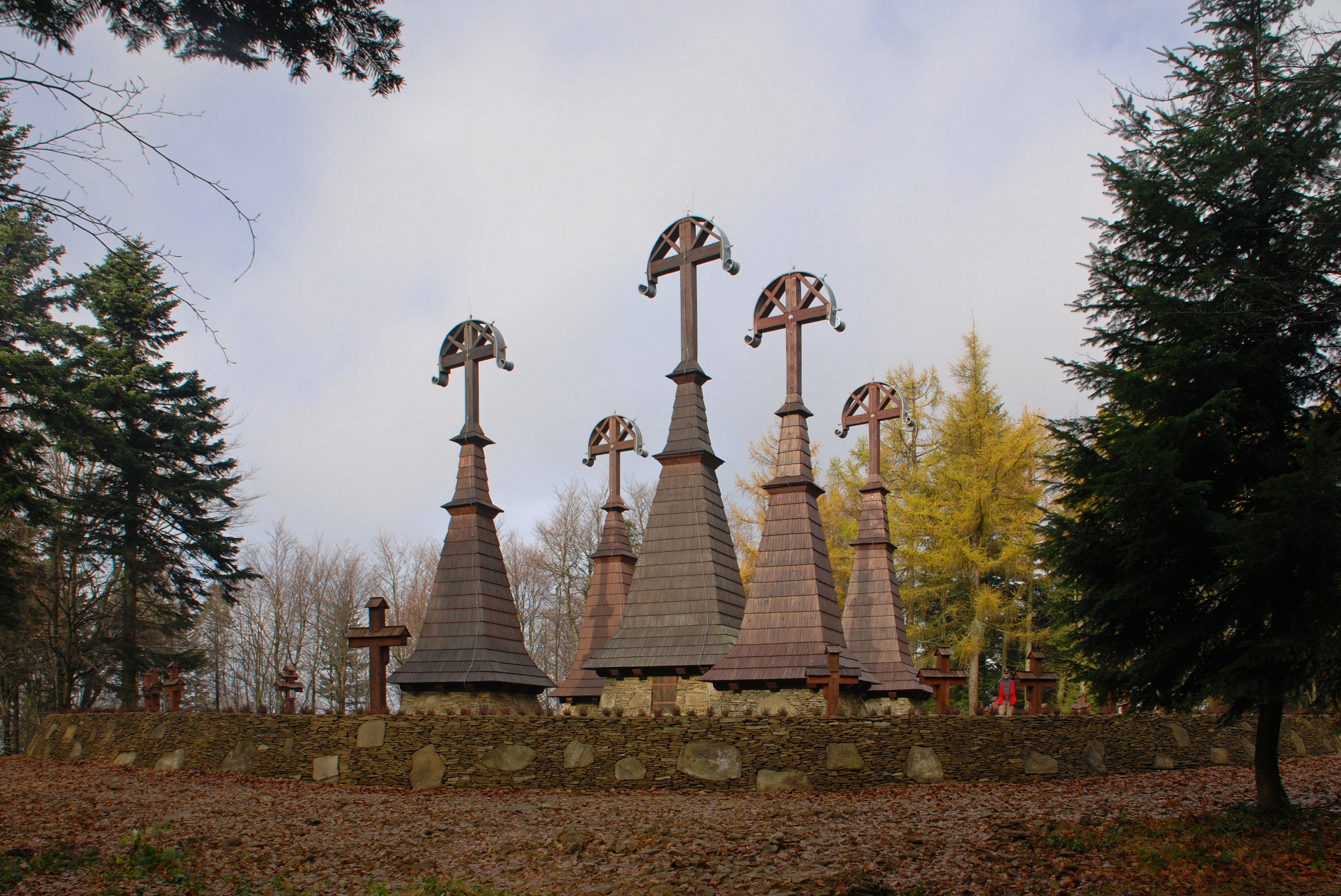
Odbudowany cmentarz nr 51 na Rotundzie – stan 2017

Oddział Grobów Wojennych C. i K. Komendantury Wojskowej w Krakowie (niem. Kriegsgräber-Abteilung K.u.K. Militär-Kommando Krakau) – jedna z terenowych filii Wydziału Grobów Wojennych wiedeńskiego Ministerstwa Wojny, utworzonego 3 listopada 1915 roku. Wydzielona jednostka wojska austro-węgierskiego, która doprowadziła do wybudowania zespołu ponad 400 zachodniogalicyjskich cmentarzy wojennych.

## Założenia ogólne
Instytucja ta posiadała szerokie uprawnienia i zadania – miała ewidencjonować poległych, ekshumować i komasować zwłoki żołnierzy w wybranych miejscach, a także projektować i budować cmentarze wojenne. Ministerstwo Wojny Austro-Węgier powołało 9 oddziałów grobów wojennych, z których 3 powstały w Galicji (Kraków – Galicja Zachodnia, Przemyśl – Galicja Środkowa, Lwów – Galicja Wschodnia).

## Teren działania
Teren działania Krakowskiego Oddziału obejmował Galicję Zachodnią.  Na terenie tym powstało 388 cmentarzy wojennych.

## Podział organizacyjny
Dokonano podziału organizacyjnego. Utworzono jedenaście grup do prac w wybranych kierunkach: Oczyszczania Miejsc Walk (w Tarnowie), Ewidencji Poległych, Koncepcyjną, Kierownictwo Artystyczne, Budowy Cmentarzy, Malarzy, Rzeźbiarzy, Modelarzy, Ogrodników, Fotografów.
Schemat organizacyjny Oddziału Grobów Wojennych C. i K. Komendantury Wojskowej w Krakowie

Schemat w języku polskim:

## Okręgi cmentarne
Całe zachodniogalicyjskie pole bitewne podzielono na XI Okręgów: Nowy Żmigród (31 cmentarzy), Jasło (31 cmentarzy), Gorlice (54 cmentarze), Łużna (27 cmentarzy), Pilzno (27 cmentarzy), Tarnów (62 cmentarze), Dąbrowa Tarnowska (15 cmentarzy), Brzesko (50 cmentarzy), Bochnia (40 cmentarzy), Limanowa (29 cmentarzy), Kraków (22 cmentarze).
Oddział XI (Kraków), obejmujący 22 cmentarze o numerach od 379 (Mała Wieś) do 400 (Prusy) oraz pięć mogił pojedynczych lub podwójnych, usytuowanych na podmiejskich cmentarzach parafialnych, działał jako wydzielony Oddział do spraw Grobów Wojennych Twierdzy Kraków. Kierował nim czeski rzeźbiarz akademicki Karl Korschan.
Mapa okręgów cmentarnych Oddziału Grobów Wojennych C. i K. Komendantury Wojskowej w Krakowie.

## Historia i opis działań
Każdy z okręgów był kierowany przez oficera z wykształceniem inżynierskim lub artystycznym. Do jego obowiązków należało rozpoznanie terenu, nadzór nad wyborem miejsca, projekt techniczny, koncepcja artystyczna, dostawa budulca, załatwianie formalności prawno-własnościowych dla wyznaczonego terenu. Dowódcy okręgów na terenach górskich mieli wyjątkowo trudne zadanie – cmentarze projektowano często w miejscach trudno dostępnych, gdzie pierwszym etapem było zaprojektowanie i wykonanie drogi dojazdowej.
Zakres prac jakie musiały być wykonane obrazują dwie liczby: z pobojowisk zebrano około 60 000 ciał, w tym 43 000 ekshumowano jednocześnie je identyfikując na podstawie dokumentów, mundurów i rzeczy osobistych.
W oddziale zatrudniano zarówno wojskowych (również jeńców) jak i cywilów. Łącznie służyło tu ponad 3000 osób. Byli wśród nich rosyjscy cieśle, włoscy kamieniarze, rzemieślnicy rozmaitych specjalności, ogrodnicy oraz szczególnie starannie dobierani projektanci: architekci, rzeźbiarze. Byli też malarze, rysownicy, fotografowie i kreślarze stanowiący pomocniczy personel artystyczny.
Do budowy ponad 400 cmentarzy użyto ogromne ilości materiałów budowlanych i innych. Pracami technicznymi Wydziału Grobów Wojennych, zajmowała się Komendantura Uprzątania Pól Bitewnych w Tarnowie, jej 12 oddziałów i zakład budowlany w Krakowie z podległymi im zakładami. Prace objęły ekshumację i ponowny pochówek 42 749 zwłok żołnierzy, niezliczone pertraktacje w sprawie przekazania gruntów oraz założenie i rozbudowę 378 cmentarzy z 60 829 pochowanymi.

## Zestawienie zużytych materiałów

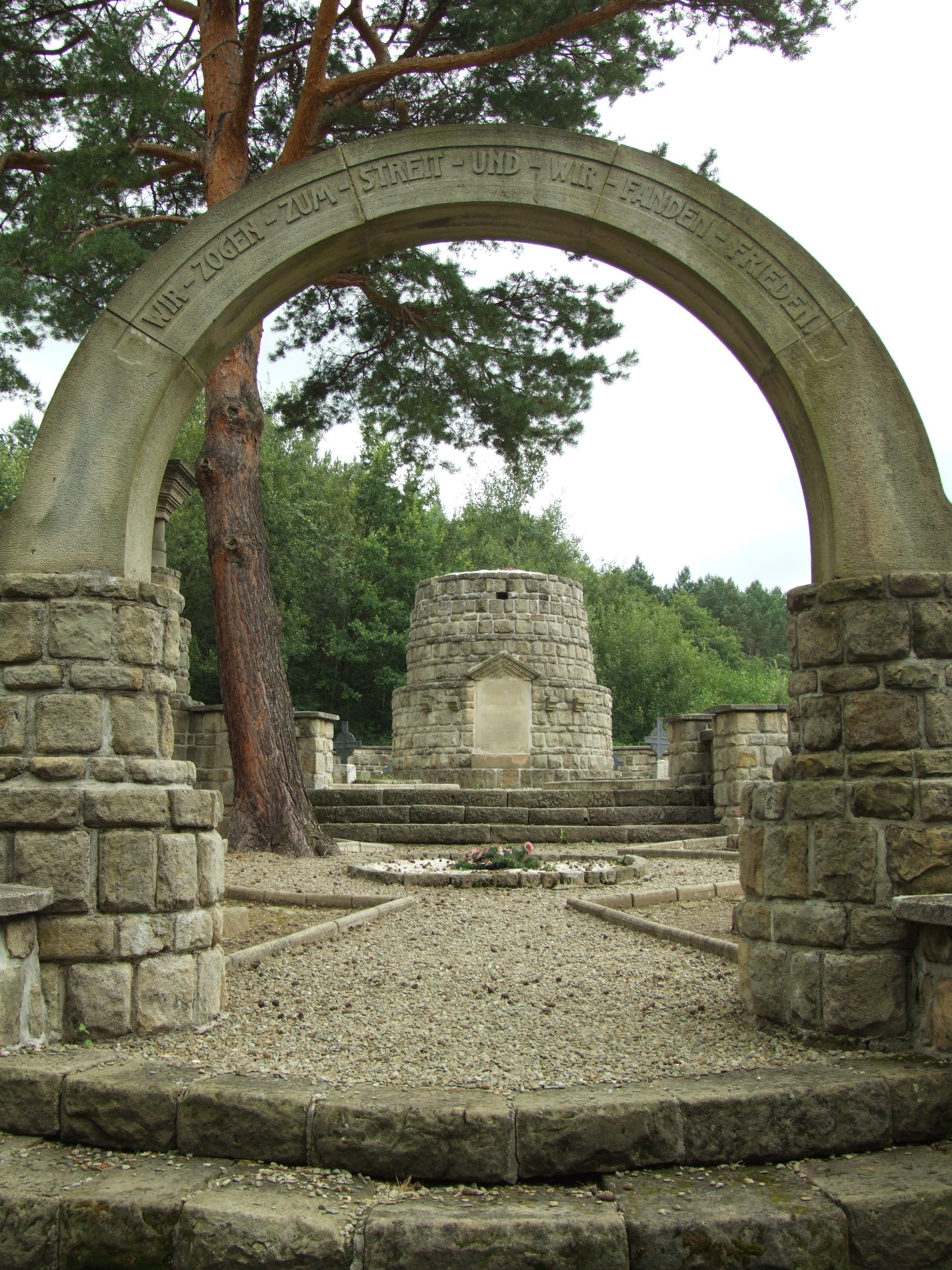
Cmentarz wojenny nr 11 – Wola Cieklińska w Woli Cieklińskiej. Autorem jest Dušan Jurkovič

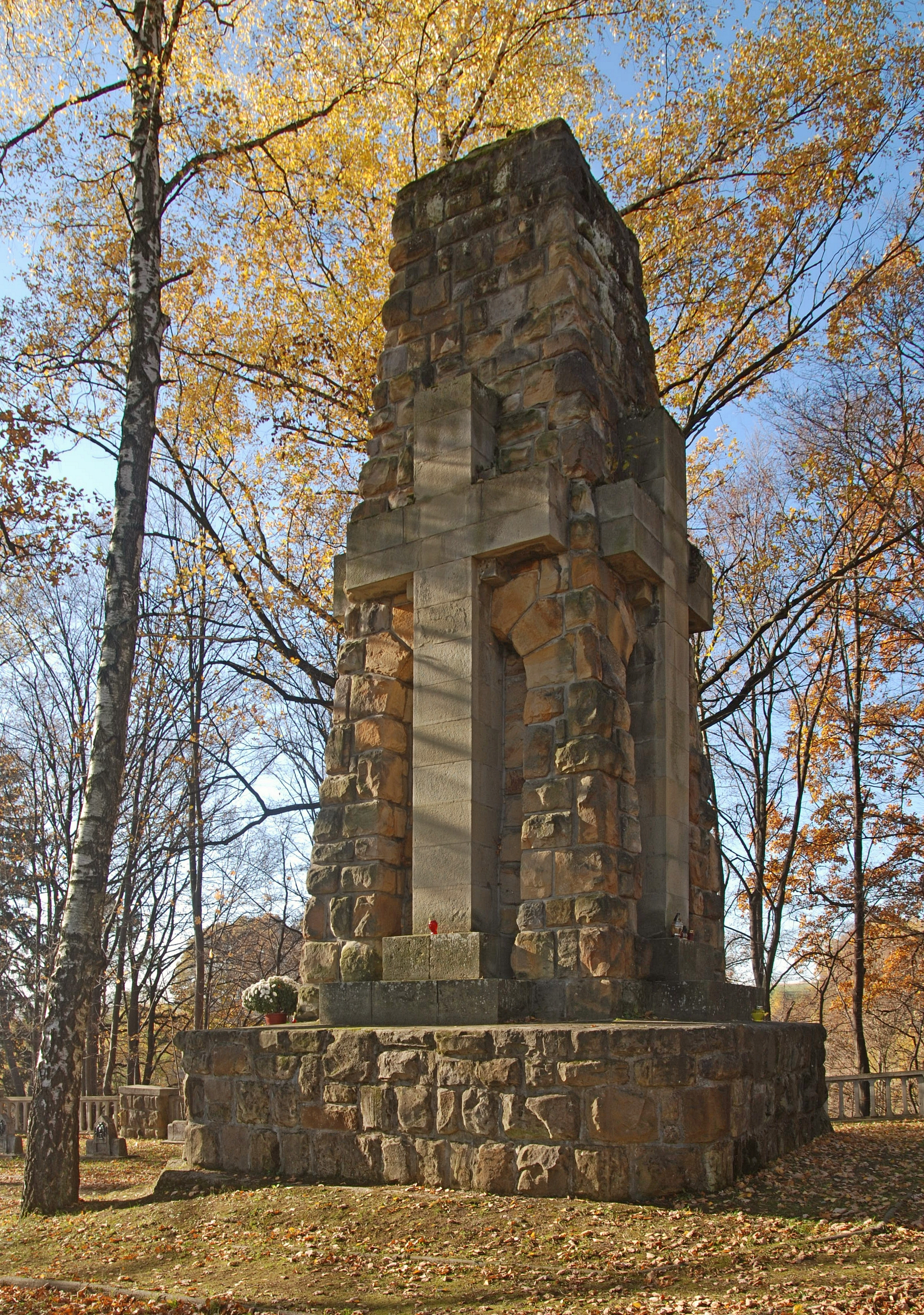
Cmentarz nr 125 – Zagórzany, pomnik centralny

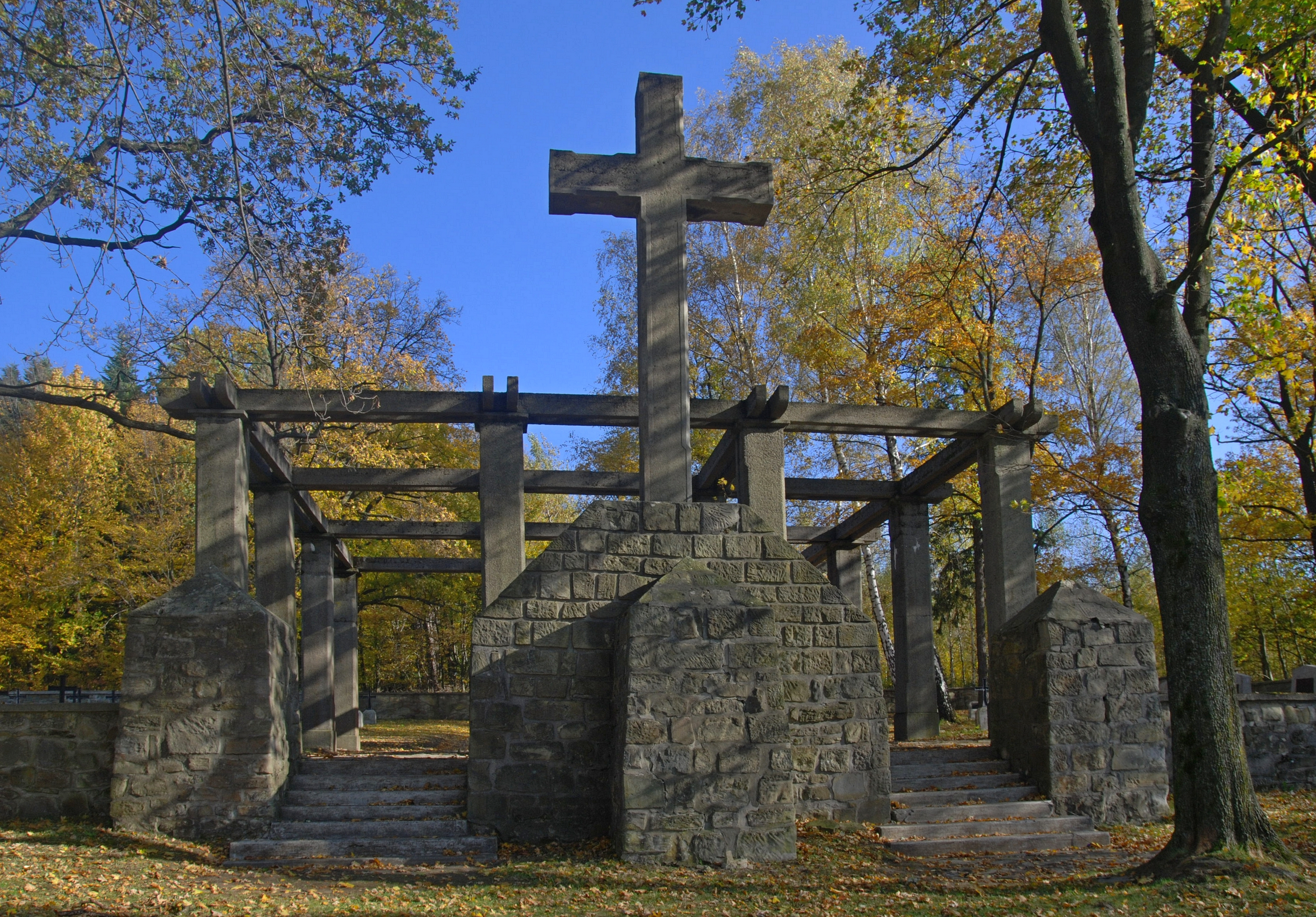
Cmentarz nr 80 – Sękowa. Cmentarz jest dziełem niedokończonym – na najwyższym (trzecim) tarasie miała stanąć monumentalna, pseudorenesansowa kaplica-mauzoleum na cześć żołnierzy pułków bawarskich poległych w tzw. bitwie pod Sękową podczas nieudanej próby przerwania obrony rosyjskiej w marcu 1915

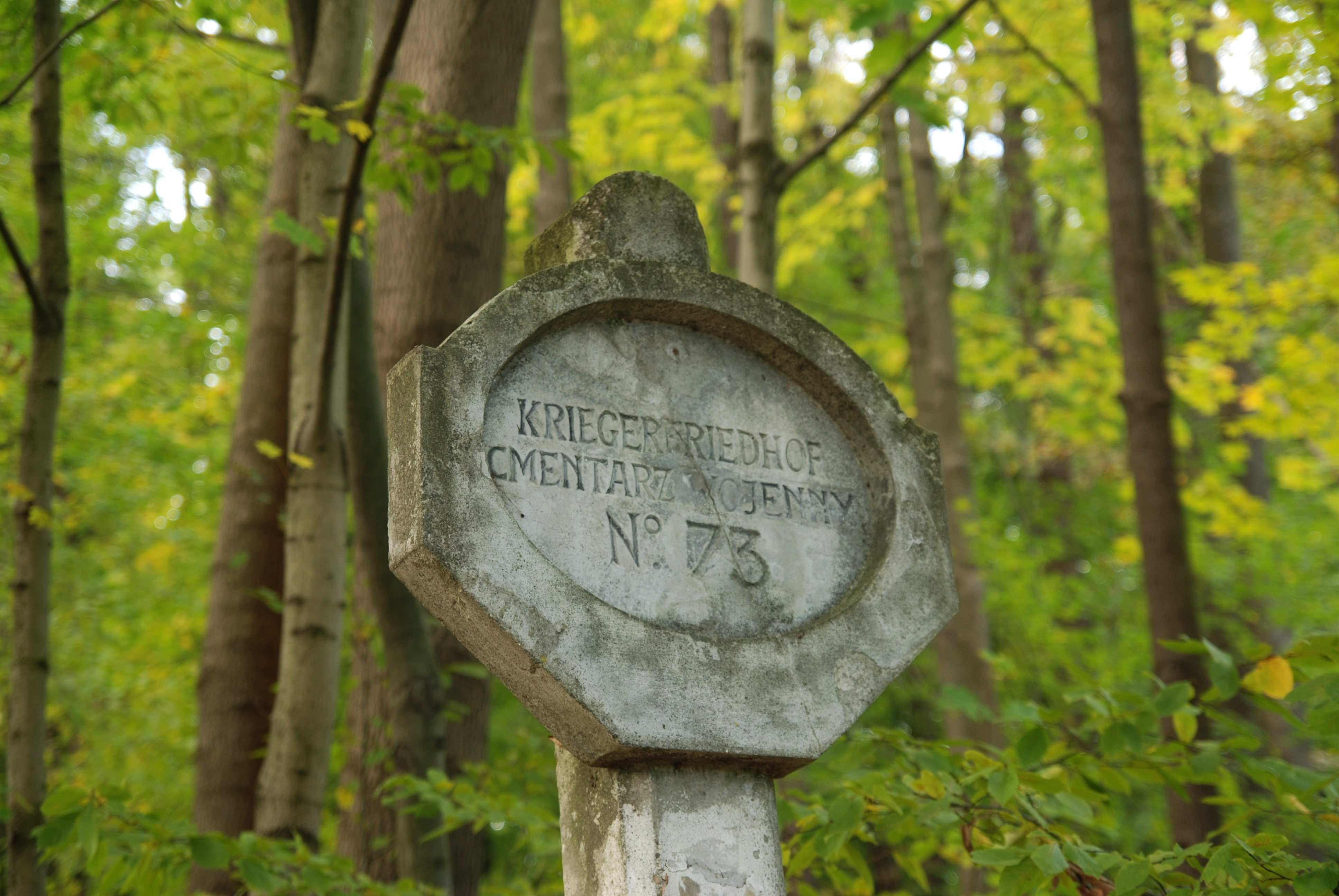
Oryginalny austriacki słupek informacyjny, ustawiony w pobliżu cmentarza. Napisy po niemiecku i polsku

Zużyto następujące ilości materiałów:
- 377 520 cet. m. kamienia łamanego (18 500 ton),
- 231 000 cet. m. betonu,
- 117 711 cet. m. piasku rzecznego (5900 ton),
- 32 712 cet. m. cementu portlandzkiego,
- 26 148 cet. m. kamienia ciosanego,
- 7150 cet. m. wapna zwykłego (białego),
- 5390 cet. m. cegieł i dachówek,
- 1230 300 cet. m. drewna modrzewiowego (61 000 ton),
- 4888 700 cet. m. drewna miękkiego (245 000 ton),
- 49 600 cet. m. drewna dębowego,
- 200 500 cet. m. żeliwa (10 000 ton),
- 111 100 cet. m. żelaza kutego (5555 ton),
- 22 800 cet. m. klamer i gwoździ (1200 ton),
- 20 000 cet. m. tynku szlachetnego,
- 12 500 cet. m. blachy ocynkowanej,
- 7800 cet. m. blachy cynkowej,
- 4700 cet. m. środków do impregnacji drewna,
- 1700 cet. m. farby olejnej.

Odlano z żeliwa około 12 000 krzyży na groby pojedyncze i 1400 krzyży na groby zbiorowe. Do zagospodarowania cmentarzy sprowadzono 420 000 sadzonek bluszczu i innych roślin wiecznie zielonych, 35 000 krzewów ozdobnych, 25 000 sadzonek wysokopiennych drzew iglastych, 9500 sadzonek modrzewia, 3214 wysokopiennych drzew liściastych, 9500 drzew dziko rosnących, 34 789 krzewów ozdobnych, 2000 krzewów kwitnących, 2100 roślin pnących, do założenia trawników zużyto 2000 kg nasion traw.
Z betonu i kamienia ciosanego wybudowano przy wojennych cmentarzach:
- 50 kapliczek, ścian pomnikowych, obelisków, kolumn i ołtarzy,
- 125 dużych krzyży pomnikowych,
- 180 małych krzyży i kamieni nagrobnych.

z żeliwa:
- 400 krzyży na groby masowe,
- 11 188 na groby indywidualne.

z żelaza kutego:
- 6 dużych krzyży pomnikowych,
- 773 krzyży na groby indywidualne,
- 56 krzyży na groby masowe,
- 110 furt i krat oraz wiele innych ozdób.

z drewna:
- 8 kaplic i innych budowli pomnikowych,
- 109 dużych krzyży pomnikowych,
- 48 krzyży na groby masowe,
- 407 krzyży na groby indywidualne.

Ponadto wykonano:
- 120 tablic marmurowych,
- 40 innych tablic kamiennych,
- 17 000 tablic i tabliczek emaliowanych.

Komendantura Uprzątania Pól Bitewnych w Tarnowie zbudowała na terenie dworca kolejowego magazyn przejściowy dla ogromnych ilości materiałów. Nadchodzące materiały kierowane były stąd do różnych oddziałów zgodnie z zamówieniami. Tędy również przesyłano rośliny, przeznaczonych do wystroju zieleni cmentarzy.

## Wykaz cmentarzy
Wykaz:
| Nazwa                     | Numer | Okręg |
| ------------------------- | ----- | ----- |
| Ożenna                    | 1     | I     |
| Ożenna                    | 2     | I     |
| Ożenna                    | 3     | I     |
| Grab                      | 4     | I     |
| Grab                      | 5     | I     |
| Krempna                   | 6     | I     |
| Desznica                  | 7     | I     |
| Nowy Żmigród              | 8     | I     |
| Łysa Góra                 | 9     | I     |
| Wola Cieklińska           | 10    | I     |
| Wola Cieklińska           | 11    | I     |
| Cieklin                   | 12    | II    |
| Cieklin                   | 13    | II    |
| Cieklin                   | 14    | II    |
| Harklowa                  | 15    | II    |
| Osobnica                  | 16    | II    |
| Osobnica                  | 17    | II    |
| Dębowiec                  | 18    | II    |
| Tarnowiec                 | 19    | II    |
| Bierówka                  | 20    | II    |
| Warzyce                   | 21    | II    |
| Jasło-Ulaszowice          | 22    | II    |
| Jasło                     | 23    | II    |
| Jasło                     | 24    | II    |
| Trzcinica                 | 25    | II    |
| Sławęcin                  | 26    | II    |
| Bączal Górny              | 27    | II    |
| Jabłonica-Wałówka         | 28    | II    |
| Siepietnica               | 29    | II    |
| Święcany                  | 30    | II    |
| Szerzyny                  | 31    | II    |
| Szerzyny                  | 32    | II    |
| Swoszowa                  | 33    | II    |
| Ołpiny                    | 34    | II    |
| Ołpiny                    | 35    | II    |
| Podzamcze                 | 36    | II    |
| Krajowice                 | 37    | II    |
| Nawsie Kołaczyckie        | 38    | II    |
| Kołaczyce                 | 39    | II    |
| Bieździedza               | 40    | II    |
| Bieździadka               | 41    | II    |
| Sieklówka                 | 42    | II    |
| Radocyna                  | 43    | I     |
| Długie                    | 44    | I     |
| Lipna                     | 45    | I     |
| Konieczna-Beskidek        | 46    | I     |
| Konieczna                 | 47    | I     |
| Regetów Wyżny             | 48    | I     |
| Blechnarka                | 49    | I     |
| Wysowa                    | 50    | I     |
| Regetów Niżny – Rotunda   | 51    | I     |
| Zdynia                    | 52    | I     |
| Czarne                    | 53    | I     |
| Krzywa                    | 54    | I     |
| Gładyszów                 | 55    | I     |
| Smerekowiec               | 56    | I     |
| Uście Ruskie              | 57    | I     |
| Przysłup                  | 58    | I     |
| Przysłup                  | 59    | I     |
| Magura                    | 60    | I     |
| Gładyszów-Wirchne         | 61    | I     |
| Banica                    | 62    | I     |
| Pętna                     | 63    | III   |
| Bartne                    | 64    | III   |
| Małastów Kornuty          | 65    | III   |
| Małastów                  | 66    | III   |
| Ropica Ruska              | 67    | III   |
| Ropica Ruska              | 68    | III   |
| Przegonina                | 69    | III   |
| Rychwałd                  | 70    | III   |
| Łosie                     | 71    | III   |
| Ropa                      | 72    | III   |
| Szymbark-Łęgi             | 73    | III   |
| Szymbark                  | 74    | III   |
| Szymbark-Dół              | 75    | III   |
| Siary                     | 76    | III   |
| Ropica Ruska              | 77    | III   |
| Ropica Ruska              | 78    | III   |
| Sękowa                    | 79    | III   |
| Sękowa                    | 80    | III   |
| Męcina Mała               | 81    | III   |
| Męcina Wielka             | 82    | III   |
| Wapienne                  | 83    | III   |
| Bednarka                  | 84    | III   |
| Rozdziele                 | 85    | III   |
| Ropica Polska             | 86    | III   |
| Gorlice-Nowodwór          | 87    | III   |
| Gorlice-Sokół             | 88    | III   |
| Gorlice                   | 89    | III   |
| Gorlice                   | 90    | III   |
| Gorlice                   | 91    | III   |
| Stróżówka                 | 92    | III   |
| Stróżówka                 | 93    | III   |
| Stróżówka                 | 94    | III   |
| Stróżówka                 | 95    | III   |
| Stróżówka                 | 96    | III   |
| Stróżówka                 | 97    | III   |
| Glinik Mariampolski       | 98    | III   |
| Kobylanka                 | 99    | III   |
| Kobylanka                 | 100   | III   |
| Libusza                   | 101   | III   |
| Wójtowa                   | 102   | III   |
| Pagorzyna                 | 103   | III   |
| Strzeszyn-Wilczak         | 104   | III   |
| Biecz                     | 105   | III   |
| Biecz                     | 106   | III   |
| Biecz                     | 107   | III   |
| Biecz                     | 108   | III   |
| Biecz                     | 109   | III   |
| Binarowa                  | 110   | III   |
| Racławice                 | 111   | III   |
| Rożnowice                 | 112   | IV    |
| Olszyny                   | 113   | IV    |
| Rzepiennik Strzyżewski    | 114   | IV    |
| Rzepiennik Marciszewski   | 115   | IV    |
| Staszkówka-Dawidówka      | 116   | IV    |
| Staszkówka                | 117   | IV    |
| Staszkówka                | 118   | IV    |
| Staszkówka                | 119   | IV    |
| Łużna-Podbrzezie          | 120   | IV    |
| Biesna                    | 121   | IV    |
| Łużna                     | 122   | IV    |
| Łużna-Pustki              | 123   | IV    |
| Moszczenica               | 124   | IV    |
| Zagórzany                 | 125   | IV    |
| Florynka                  | 126   | III   |
| Binczarowa                | 127   | III   |
| Wawrzka                   | 128   | III   |
| Grybów                    | 129   | III   |
| Grybów                    | 130   | III   |
| Stróże Wyżne              | 131   | IV    |
| Bobowa                    | 132   | IV    |
| Bobowa                    | 133   | IV    |
| Siedliska                 | 134   | IV    |
| Zborowice                 | 135   | IV    |
| Zborowice                 | 136   | IV    |
| Ciężkowice                | 137   | IV    |
| Bogoniowice               | 138   | IV    |
| Tursko-Łosie              | 139   | IV    |
| Tursko-Zapotocze          | 140   | IV    |
| Ciężkowice                | 141   | IV    |
| Ostrusza                  | 142   | IV    |
| Ostrusza                  | 143   | IV    |
| Królowa Polska            | 144   | X     |
| Gromnik                   | 145   | VI    |
| Gromnik                   | 146   | VI    |
| Golanka                   | 147   | VI    |
| Chojnik                   | 148   | VI    |
| Chojnik-Zadziele          | 149   | VI    |
| Chojnik                   | 150   | VI    |
| Lubaszowa                 | 151   | VI    |
| Siedliska                 | 152   | VI    |
| Siedliska                 | 153   | VI    |
| Chojnik-Zadziele          | 154   | VI    |
| Lichwin-Stadniczówka      | 155   | VI    |
| Siedliska                 | 156   | VI    |
| Dąbrówka Tuchowska        | 157   | VI    |
| Tuchów-Garbek             | 158   | VI    |
| Lichwin-Łazy              | 159   | VI    |
| Tuchów                    | 160   | VI    |
| Tuchów                    | 161   | VI    |
| Tuchów                    | 162   | VI    |
| Tuchów-Przedmieście Górne | 163   | VI    |
| Tuchów-Wołowa             | 164   | VI    |
| Bistuszowa                | 165   | VI    |
| Zalasowa                  | 166   | VI    |
| Ryglice                   | 167   | VI    |
| Kowalowa                  | 168   | VI    |
| Łowczów                   | 169   | VI    |
| Łowczów                   | 170   | VI    |
| Łowczówek                 | 171   | VI    |
| Łowczówek                 | 172   | VI    |
| Pleśna                    | 173   | VI    |
| Piotrkowice               | 174   | VI    |
| Poręba Radlna             | 175   | VI    |
| Piotrkowice               | 176   | VI    |
| Woźniczna                 | 177   | VI    |
| Woźniczna                 | 178   | VI    |
| Woźniczna-Kłokowa         | 179   | VI    |
| Tarnowiec                 | 180   | VI    |
| Siemiechów                | 181   | VI    |
| Siemiechów                | 182   | VI    |
| Siemiechów                | 183   | VI    |
| Brzozowa                  | 184   | VI    |
| Lichwin-Gródek            | 185   | VI    |
| Lichwin-Zagórze           | 186   | VI    |
| Lichwin-Zagórze           | 187   | VI    |
| Rychwałd                  | 188   | VI    |
| Lubinka-Korzenna          | 189   | VI    |
| Janowice                  | 190   | VI    |
| Lubcza                    | 191   | VI    |
| Lubcza                    | 192   | VI    |
| Dąbrówka Szczepanowska    | 193   | VI    |
| Szczepanowice-Żabno       | 194   | VI    |
| Szczepanowice-Granice     | 195   | VI    |
| Rzuchowa                  | 196   | VI    |
| Szczepanowice-Racek       | 197   | VI    |
| Błonie                    | 198   | VI    |
| Zbylitowska Góra          | 199   | VI    |
| Tarnów-Chyszów            | 200   | VI    |

| Nazwa                         | Numer | Okręg |
| ----------------------------- | ----- | ----- |
| Tarnów                        | 201   | VI    |
| Tarnów                        | 202   | VI    |
| Tarnów-Krzyż                  | 203   | VI    |
| Wola Rzędzińska               | 204   | VI    |
| Wałki                         | 205   | VI    |
| Pogórska Wola                 | 206   | VI    |
| Lisia Góra                    | 207   | VII   |
| Niedomice                     | 208   | VII   |
| Glów                          | 209   | VIII  |
| Łęka Siedlecka                | 210   | VIII  |
| Siedlec                       | 211   | VII   |
| Bobrowniki Małe               | 212   | VIII  |
| Rudka                         | 213   | VIII  |
| Gosławice                     | 214   | VIII  |
| Wierzchosławice               | 215   | VIII  |
| Mikołajowice                  | 216   | VIII  |
| Januszkowice                  | 217   | V     |
| Bukowa                        | 218   | V     |
| Błażkowa                      | 219   | V     |
| Klecie                        | 220   | V     |
| Klecie                        | 221   | V     |
| Brzostek                      | 222   | V     |
| Brzostek                      | 223   | V     |
| Brzostek                      | 224   | V     |
| Brzostek                      | 225   | V     |
| Zawadka Brzostecka            | 226   | V     |
| Gorzejowa                     | 227   | V     |
| Przeczyca                     | 228   | V     |
| Błażkowa                      | 229   | V     |
| Dęborzyn                      | 230   | V     |
| Jodłowa                       | 231   | V     |
| Jodłowa                       | 232   | V     |
| Rabka                         | 233   | X     |
| Lubcza                        | 234   | V     |
| Słotowa                       | 235   | V     |
| Pilzno                        | 236   | V     |
| Pilzno                        | 237   | V     |
| Parkosz                       | 238   | V     |
| Łęki Dolne                    | 239   | V     |
| Czarna                        | 240   | V     |
| Róża                          | 241   | V     |
| Zasów                         | 242   | V     |
| Jastrząbka Stara              | 243   | V     |
| Radgoszcz-Narożniki           | 244   | VII   |
| Radgoszcz-Zadębie             | 245   | VII   |
| Radgoszcz                     | 246   | VII   |
| Szczucin                      | 247   | VII   |
| Dąbrowa Tarnowska             | 248   | VII   |
| Bolesław                      | 249   | VII   |
| Gręboszów                     | 250   | VII   |
| Ujście Jezuickie              | 251   | VII   |
| Otfinów                       | 252   | VII   |
| Żabno                         | 253   | VII   |
| Miechowice Małe               | 254   | VIII  |
| Wietrzychowice                | 255   | VIII  |
| Pasieka Otfinowska            | 256   | VIII  |
| Biskupice Radłowskie Zawodzie | 257   | VII   |
| Biskupice Radłowskie Zawodzie | 258   | VIII  |
| Biskupice Radłowskie          | 259   | VIII  |
| Zabawa                        | 260   | VIII  |
| Wał-Ruda                      | 261   | VIII  |
| Przybysławice                 | 262   | VIII  |
| Zaborów                       | 263   | VIII  |
| Szczurowa                     | 264   | VIII  |
| Rudy-Rysie                    | 265   | VIII  |
| Borzęcin                      | 266   | VIII  |
| Waryś                         | 267   | VIII  |
| Radłów                        | 268   | VIII  |
| Niwka                         | 269   | VIII  |
| Bielcza                       | 270   | VIII  |
| Biadoliny                     | 271   | VIII  |
| Przyborów                     | 272   | VIII  |
| Szczepanów                    | 273   | VIII  |
| Przyborów                     | 274   | VIII  |
| Brzesko                       | 275   | VIII  |
| Brzesko                       | 276   | VIII  |
| Okocim                        | 277   | VIII  |
| Jadowniki Podgórne            | 278   | VIII  |
| Sterkowiec                    | 279   | VIII  |
| Porąbka Uszewska              | 280   | VIII  |
| Dębno                         | 281   | VIII  |
| Wojnicz-Zamoście              | 282   | VIII  |
| Łętowice-Zawrocie             | 283   | VIII  |
| Zakrzów                       | 284   | VIII  |
| Wojnicz                       | 285   | VIII  |
| Olszyny                       | 286   | VIII  |
| Roztoka                       | 287   | VIII  |
| Charzewice                    | 288   | VIII  |
| Charzewice                    | 289   | VIII  |
| Charzewice                    | 290   | VIII  |
| Domosławice                   | 291   | VIII  |
| Faściszowa                    | 292   | VIII  |
| Zakliczyn                     | 293   | VIII  |
| Zakliczyn                     | 294   | VIII  |
| Paleśnica                     | 295   | VIII  |
| Paleśnica                     | 296   | VIII  |
| Czchów                        | 297   | VIII  |
| Tymowa                        | 298   | VIII  |
| Lipnica Murowana              | 299   | IX    |
| Rajbrot-Kobyła                | 300   | IX    |
| Żegocina                      | 301   | IX    |
| Żegocina                      | 302   | IX    |
| Rajbrot                       | 303   | IX    |
| Łąkta Górna                   | 304   | IX    |
| Łąkta Dolna                   | 305   | IX    |
| Łąkta Dolna                   | 306   | IX    |
| Łąkta Dolna                   | 307   | IX    |
| Królówka                      | 308   | IX    |
| Trzciana                      | 309   | IX    |
| Leszczyna                     | 310   | IX    |
| Nowy Wiśnicz                  | 311   | IX    |
| Stary Wiśnicz                 | 312   | IX    |
| Bochnia                       | 313   | IX    |
| Bochnia                       | 314   | IX    |
| Krzeczów                      | 315   | IX    |
| Gawłów                        | 316   | IX    |
| Bogucice                      | 317   | IX    |
| Wrzępia                       | 318   | IX    |
| Uście Solne                   | 319   | IX    |
| Niedary                       | 320   | IX    |
| Świniary                      | 321   | IX    |
| Grobla                        | 322   | IX    |
| Mikluszowice                  | 323   | IX    |
| Wola Batorska                 | 324   | IX    |
| Wola Batorska-Sitowiec        | 325   | IX    |
| Niepołomice                   | 326   | IX    |
| Niepołomice                   | 327   | IX    |
| Niepołomice                   | 328   | IX    |
| Podborze                      | 329   | IX    |
| Podłęże                       | 330   | IX    |
| Podłęże                       | 331   | IX    |
| Brzezie                       | 332   | IX    |
| Cichawa                       | 333   | IX    |
| Chełm                         | 334   | IX    |
| Niegowić                      | 335   | IX    |
| Gierczyce-Czyżyczka           | 336   | IX    |
| Grabina                       | 337   | IX    |
| Nieprześnia                   | 338   | IX    |
| Sobolów                       | 339   | IX    |
| Zonia                         | 340   | IX    |
| Wola Nieszkowska-Wichras      | 341   | IX    |
| Łapanów                       | 342   | IX    |
| Kępanów                       | 343   | IX    |
| Tarnawa                       | 344   | IX    |
| Muszyna                       | 345   | X     |
| Krynica                       | 346   | X     |
| Barcice                       | 347   | X     |
| Stary Sącz                    | 348   | X     |
| Dąbrówka Polska (Nowy Sącz)   | 349   | X     |
| Nowy Sącz                     | 350   | X     |
| Nowy Sącz-Zabełcze            | 351   | X     |
| Marcinkowice                  | 352   | X     |
| Tęgoborze                     | 353   | X     |
| Sienna                        | 354   | X     |
| Żbikowice                     | 355   | X     |
| Podole                        | 356   | X     |
| Kamionka Mała                 | 357   | X     |
| Laskowa                       | 358   | X     |
| Jaworzna                      | 359   | X     |
| Słupia                        | 360   | X     |
| Krasne-Lasocice               | 361   | X     |
| Szczyrzyc                     | 362   | X     |
| Mszana Dolna                  | 363   | X     |
| Kasina Wielka                 | 364   | X     |
| Tymbark                       | 365   | X     |
| Limanowa                      | 366   | X     |
| Mordarka                      | 367   | X     |
| Limanowa-Jabłoniec            | 368   | X     |
| Stara Wieś-Golców             | 369   | X     |
| Jordanów                      | 370   | X     |
| Droginia                      | 371   | X     |
| Myślenice                     | 372   | X     |
| Wiśniowa                      | 373   | X     |
| Wiśniowa                      | 374   | X     |
| Gdów                          | 375   | X     |
| Suchoraba                     | 376   | X     |
| Krościenko                    | 377   | X     |
| Zakopane                      | 378   | X     |
| Mała Wieś                     | 379   | Z     |
| Kokotów                       | 380   | Z     |
| Wieliczka                     | 381   | Z     |
| Świątniki Górne               | 382   | Z     |
| Wróblowice                    | 383   | Z     |
| Kraków-Łagiewniki             | 384   | Z     |
| Kraków-Podgórze               | 385   | Z     |
| Kraków-Podgórze               | 386   | Z     |
| Kraków                        | 387   | Z     |
| Kraków-Rakowice               | 388   | Z     |
| Kraków-Bronowice              | 389   | Z     |
| Mogiła                        | 390   | Z     |
| Kocmyrzów                     | 391   | Z     |
| Kocmyrzów                     | 392   | Z     |
| Górka Kościelnicka            | 393   | Z     |
| Czulice                       | 394   | Z     |
| Karniów                       | 395   | Z     |
| Czulice                       | 396   | Z     |
| Podstolice                    | 397   | Z     |
| Bieńczyce                     | 398   | Z     |
| Prusy                         | 399   | Z     |
| Prusy                         | 400   | Z     |

## Wykaz kadry Oddziału Grobów Wojennych[11][a]
Komendant:
- Major Rudolf Broch

Zastępcy komendanta – oficerowie koncepcyjni:
- Hauptmann d.R.Dr.[b] Ludwig Brixel
- Hauptmann a.D. Hans Hauptmann

Projektanci:
- Ldst.-Akzessist f.d.t.D. Dušan Jurkovič
- Hauptmann i.d.R. Emil Ladewig
- Ldst.-Hauptmann Gustaw Ludwig
- Ldst.-Oberleutnant Ingenieur Hans Mayr
- Oberleutnant a.D. Robert Motka
- Leutnant i.d.R. Gustav Rossmann
- Oberleutnant a.D. Franz Stark
- Ldt.-Oberleutnant Johann Ritter von Szczepkowski (Jan Szczepkowski)

Oddział budowlany (Bau-Gruppe):
- Hauptmann i.d.E. Gottlieb Klusak
- Ldst.-Hauptmann Hubert Prosinger

Zespół rzeźbiarzy (Bildhauer-Gruppe):
- Oberleutnant i.d.R. Johann Jäger
- Oberleutnant i.d.R. Johan Watzal
- Leutnant i.d.R. Franz Mazura
- Verpflegs-Akzessist Michael Matscheko Ritter von Glassner
- Ldst.-Akzessist f.d.t.D. Heinrich Scholz

Zespół malarzy (Die Maler):
- Ldst.-Oberleutnant Alfons Karpiński
- Oberleutnant a.D. Josef Lang
- Ldst.-Oberleutnant Heinrich Uziemblo (Henryk Uziembło)
- Ldst.-Leutnant Karl Hradil
- Ldst.-Leutnant Reinhold Völkel
- Einj.-Freiw. Feldwebel Ludwig Hofbauer
- Zugsführer Richard Kanak
- Einj.-Freiw. Zugsführer Leo Perlberger
- Einj.-Freiw. Zugsführer Franz Poledne
- Einj.-Freiw. Korporal Rudolf Czerny
- Einj,-Freiw. Korporal Ludwig Jach
- Korporal Robert Pochop (Radierer)
- Einj.-Freiw. Korporal Adolf Kašpar
- Einj.-Freiw. Korporal Oskar Strala
- Einj.-Freiw. Korporal Richard Wiltsch
- Einj.-Freiw. Korporal Stanislaus Zarnecki (Stanisław Żarnecki)
- Einj.-Freiw. Gefreiter Josef Baruch
- Gefreiter Janos Czencz
- Einj.-Freiw. Gefreiter Heinrich Großmann
- Einj.-Freiw. Gefreiter Stanislaus Klimowski (Stanisław Klimowski)
- Einj.-Freiw Gefreiter Josef Lubojacki (Józef Lubojacki)
- Einj.-Freiw. Ulrich Zasak
- Einj.-Freiw. Artur Markowicz

Grupa ewidencyjna (Evidenz-Gruppe):
- Oberleutnant a.D. Franz Nemec – Oficer Koncepcyjny

Komenda Porządkowania Pól Bitewnych w Tarnowie (Schlf. Aufr. Komdo. Tarnów):
- Ldst.-Hauptmann Ottokar Ranna – Komendant
- Rittmeister a.D. Emanuel Breier – Oficer Inspekcyjny
- Hauptmann i.d.R. Johann Andersch – Szef Służb Geodezyjnych
- Leutnant i.d.R. Julius Heinzel – Oficer Rachunkowy.
- Komendanci Oddziałów Uprzątania Pól Bitewnych.

Okręg I Żmigród (Abteilung I Żmigród):
- Ldst.-Oberleutnant Wilhelm Windholz
- Hauptmann i.d.E. Ignaz Faigl

Okręg II Jasło (Abteilung II Jasło):
- Oberleutnant a.D. Leo Wellart
- Oberleutnant i.d.R. Johann Jäger

Okręg III Gorlice (Abteilung III Gorlice):
- Hauptmann a.D. Johann Broda

Okręg IV Łuźna (Abteilung IV Łuźna):
- Ldst.-Oberleutnant Johann von Szczepkowski
- Oberleutnant a.D. August Kozlik
- Ldst.-Oberleutnant Max Glogar
- Hauptmann i.d.R. Johann Andersch

Okręg V Pilzno (Abteilung V Pilzno):
- Oberleutnant a.D. Franz Nemec
- Hauptmann i.d.E. Ladislaus Zeithammer

Okręg VI Tarnów (Abteilung VI Tarnów):
- Oberleutnant i.d.R. Siegfried Haller

Okręg VII Dąbrowa Tarnowska (Abteilung VII Dąbrowa Tarnowska):
- Oberleutnant a.D. Josef Pruchnik
- Leutnant i.d.R. Stanislaus Ziołowski
- Oberleutnant i.d.R. Johann Watzal

Okręg VIII Brzesko (Abteilung VIII Brzesko):
- Leutnant a.D. Karl Schölich

Okręg IX Bochnia (Abteilung IX Bochnia):
- Leutnant i.d.R. Miecieslaus von Wyszynski
- Hauptmann i.d.E. Robert Krug
- Ldst. Oberleutnant Wilhelm Windholz

Okręg X Limanowa (Abteilung X Limanowa):
- Oberleutnant i.d.R. Viktor Samanek
- Ldst.-Hauptmann Gustaw Ludwig

Okręg XI Gorlice II (Abteilung XI Gorlice II):
- Kadett-Aspirant i.d.R. Thaddäus Koniewicz
- Leutnant i.d.R. Eduard Cinciala

Okręg XII (porządkowy, zajmujący się drewnem – Abteilung XII Holzaufräumen):
- Ldst.-Oberleutnant Max Glogar